# Genaro Riestra Díaz
Genaro (o Jenaro) Riestra Díaz (Mèxic DF, 1905 - Bilbao, 28 de juliol de 1957) va ser un polític espanyol. Militant de Falange, arribaria a ser el seu dirigent a Mèxic fins a la seva expulsió del país en 1939. Posteriorment tornaria a Espanya, on va exercir com a secretari nacional del Servei Exterior de Falange així com governador civil de diverses províncies.

## Biografia
Riestra, que hauria nascut a Ciutat de Mèxic en 1905, va ser els seus estudis a Gijón.
Delegat a Mèxic del Servei Exterior de Falange des de 1936 (o simplement cap del partit allí), il·legalitzada la Falange al país en 1939, Riestra fou expulsat pel govern mexicà el 5 d'abril d'aquell any. Pel que sembla, un dels motius de la seva expulsió va ser que no s'havia nacionalitzat mexicà. Nomenat de forma controvertida per Ramón Serrano Suñer per al lloc de cònsol general en l'Havana al novembre de 1940, Riestra mai va arribar a prendre possessió del càrrec; el govern cubà, que a l'abril de 1939 també havia il·legalitzat la Falange, va detenir i va expulsar a Riestra i a 200 falangistes més l'estiu de 1941. Durant la seva etapa a Cuba hauria aconseguit crear una important xarxa falangista al llarg de tota l'illa.
El setembre del 1941 va ser nomenat secretari nacional del Servei Exterior; va ser succeït en 1943 per Sergio Cifuentes González de Posadas en ser nomenat aquest últim per al càrrec a l'agost d'aquest any.
L'abril del 1943 va rellevar a Francisco Rodríguez Acosta com a governador civil de la província de Pontevedra. Va exercir el càrrec fins a setembre de 1944, quan va ser succeït per Luis Ponce de León Cabello, alcalde de la ciutat. Aleshores fou nomenat governador civil de Biscaia. Va exercir igualment el càrrec de cap provincial del Moviment. Va dur a terme com a governador civil de Biscaia una implacable repressió de la vaga de maig de 1947. Riestra, que va ser conseller nacional del Movimiento, va exercir igualment la posició de procurador en les Corts franquistes des de 1944 fins a la seva defunció.
Va morir al Santo Hospital del Generalísimo Franco de Bilbao en la matinada del 28 de juliol de 1957.

## Reconocimientos
- Gran Creu de l'Orde del Mèrit Civil (1947)[23]
- Gran Creu de l'Orde de Cisneros (1949)[24]
- Gran Creu de l'Orde Imperial del Jou i les Fletxes (1953)[25]